# Riccardo Giusto
Riccardo Giusto (Udine, 10 febbraio 1895 – Drenchia, 24 maggio 1915) è stato un militare italiano.

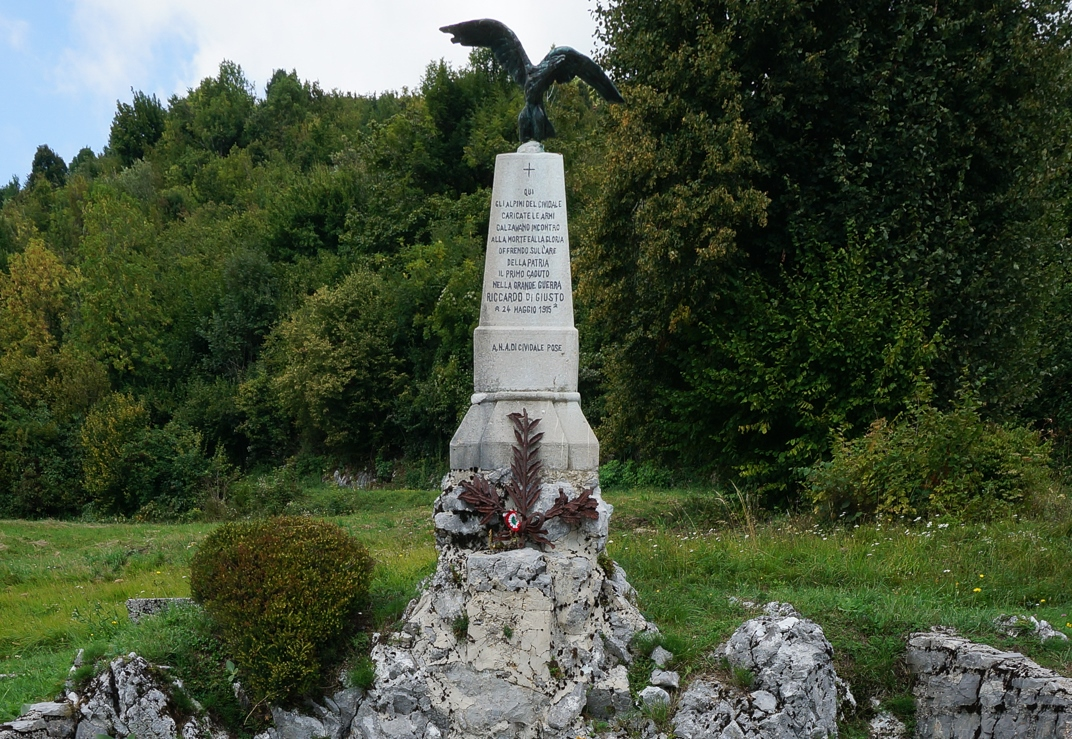
Monumento a Riccardo Giusto Passo Solarie (960 m), Drenchia (IT)

È passato alla storia in quanto fu il primo dei circa 650 000 soldati italiani morti nel corso della prima guerra mondiale.

## Biografia
Riccardo Giusto nacque a Udine il 10 febbraio 1895, figlio di Giuseppe Giusto, rimase orfano in giovane età. Anche se ovunque è ricordato come "Di Giusto" il suo vero nome era in realtà "Riccardo Giusto", come attestato dall'atto di nascita depositato presso lo stato civile del Comune di Udine e dal certificato battesimale compilato in data 10 marzo 1895 da don Antonio Cecutti, parroco di Santa Maria delle Grazie di Udine, e dal successivo foglio matricolare del 1915.
Riccardo lavorò come facchino presso la stazione di Udine sino alla fine del 1914, quando venne chiamato alle armi nel corpo degli Alpini il 12 gennaio 1915 e assegnato al Distretto Militare di Sacile. Fu inquadrato nella 16ª Compagnia del Battaglione “Cividale” dell'8º Reggimento, di stanza a Cividale del Friuli e, con l'approssimarsi del conflitto, nella zona di Crai/Krai di Drenchia (UD), allora, come oggi, zona di confine con la Slovenia. Il 24 maggio 1915, all'inizio della prima guerra mondiale, il suo reparto prendeva posizione sul monte Colovrat in comune di Drenchia (UD), alture che in quella zona segnavano il confine tra Italia e Austria-Ungheria.
Riccardo Giusto fu assegnato a una delle tante pattuglie di esploratori che precedevano il grosso delle truppe, che in quel frangente avevano il compito di occupare la cima del Monte Jeza, davanti a Tolmino. La pattuglia di esploratori entrò in territorio nemico per alcune centinaia di metri, ma i gendarmi austroungarici che presidiavano il valico di Cappella Sleme aprirono il fuoco contro gli italiani. Riccardo Giusto fu colpito a morte alle ore 04:00 sul Monte Natpriciar (cima secondaria del Monte Jeza) da un proiettile sparato dal nemico che lo raggiunse frontalmente e gli attraversò il cranio. Immediatamente soccorso dai propri commilitoni, spirò nel giro di pochi minuti. La salma venne composta da don Giovanni Guion, parroco della chiesa di San Volfango, e tumulata nel locale cimitero. Successivamente, nell'anno 1923, fu traslata a Udine.

## Memoria
Riccardo Giusto è ricordato da un cippo eretto a sua memoria sul monte Colovrat, in territorio di Drenchia (UD).
Sul cippo è riportata la seguente citazione:
DI GIUSTO RICCARDO

ALPINO DEL VIII REGGIMENTO

CHE

A MONTE NATPRICCIANA IL 24-5-1915

NEL NOME SANTO D'ITALIA

PER PRIMO LA GIOVINEZZA IMMOLANDO

BATTEZZAVA

COL PROPRIO SANGUE IL CIMENTO

DELLA VIRTU' ITALICA

CHE

VITTORIO VENETO

POI CONSACRAVA GLORIOSO TRIONFO»
Gli è stata anche intitolata la via, nella periferia est della sua città di origine, Udine, dove sorgeva la sua casa.
Sui monumenti e nella toponomastica ove risulti il nome errato sono attualmente in corso gli interventi di correzione da parte degli Organi competenti.

## Eventi annuali
Ogni anno, l’ultima domenica di maggio, nella zona del monumento, viene realizzata una cerimonia in ricordo del militare ivi deceduto.